# 루도비코 아리오스토
루도비코 아리오스토(Ludovico Ariosto, 1474-1533)는 이탈리아의 시인이다.
레조넬에밀리아에서 태어나 일찍이 고전을 배웠다. 1497년 페라라의 에스테가(家)의 정신(廷臣)이 되어 1503년 이후 이폴리토 사교(司敎)의 비서로 일하여 종종 교황과의 위험한 교섭을 위하여 외교 사절로 파견되곤 하였다. 그 후 1522년에 가르파냐나의 총독에 임명되어 3년간 일하다 사임하였다. 그 후로는 페라라에서 자기 작품의 퇴고나 정원 가꾸기로 여생을 보냈다.
주저 《광란의 오를란도》는 보이아르도의 《사랑의 오를란도》의 이야기 줄거리가 끊어진 데에서부터 기필(起筆)하여 기독교 군(軍)과 이슬람교도인 사라센 군대와의 파리 공방전을 배경으로 (1) 중국의 왕녀 안젤리카를 사모한 기사 오를란도의 실연, 광란. 친구가 달나라로 날아가 정기(精氣)가 든 병을 얻어와 회복, 그의 분전에 의한 종전(終戰). (2) 사라센군의 용사 루지에로와 프랑크군의 여기사 브라다만테 간의 연애와 결혼을 원 줄거리로 하고 거기에 등장하는 인물들 여성들의 로맨스를 엮어넣은 영롱한 기사도 문학의 최고작이다. 그는 마치 끊임없는 미소를 띠며 유유자적 자유롭게 장면을 바꾸면서 해학조(諧謔調)가 넘치는 팔행운시(八行韻詩)로 전편 46가(歌)를 일관하고 있다. 그 각 노래의 서두에는 시인의 경험에서 얻어진 교훈이 서술되어 있어, 그 중 "타인의 경험을 통해 자신이 명심해야 할 바를 배우는 사람은 참으로 다행하다" 등의 명구가 있다. 이 책은 대환영을 받는 가운데 16세기 중에만 154판을 거듭했으며 갈릴레이나 라마르틴도 이것을 애독하여, 이 책에서 얻은 영감으로 스펜서는 장시 《선녀왕(仙女王)》을 쓰고, 가르니에는 희곡 《브라다망트》를 저술했다. 역사 소설가 월터 스콧도 매년 한 번쯤은 이것을 읽곤 하였다고 한다.
그 밖에 이탈리아 희극의 최초가 된 희극 5편, 자서전적인 흥미를 담은 풍자시 7장 등이 있다.